# Zeittafel Tauchen
Zeittafel zur Geschichte des Tauchens.

## Tauchen in Frühzeit und Antike

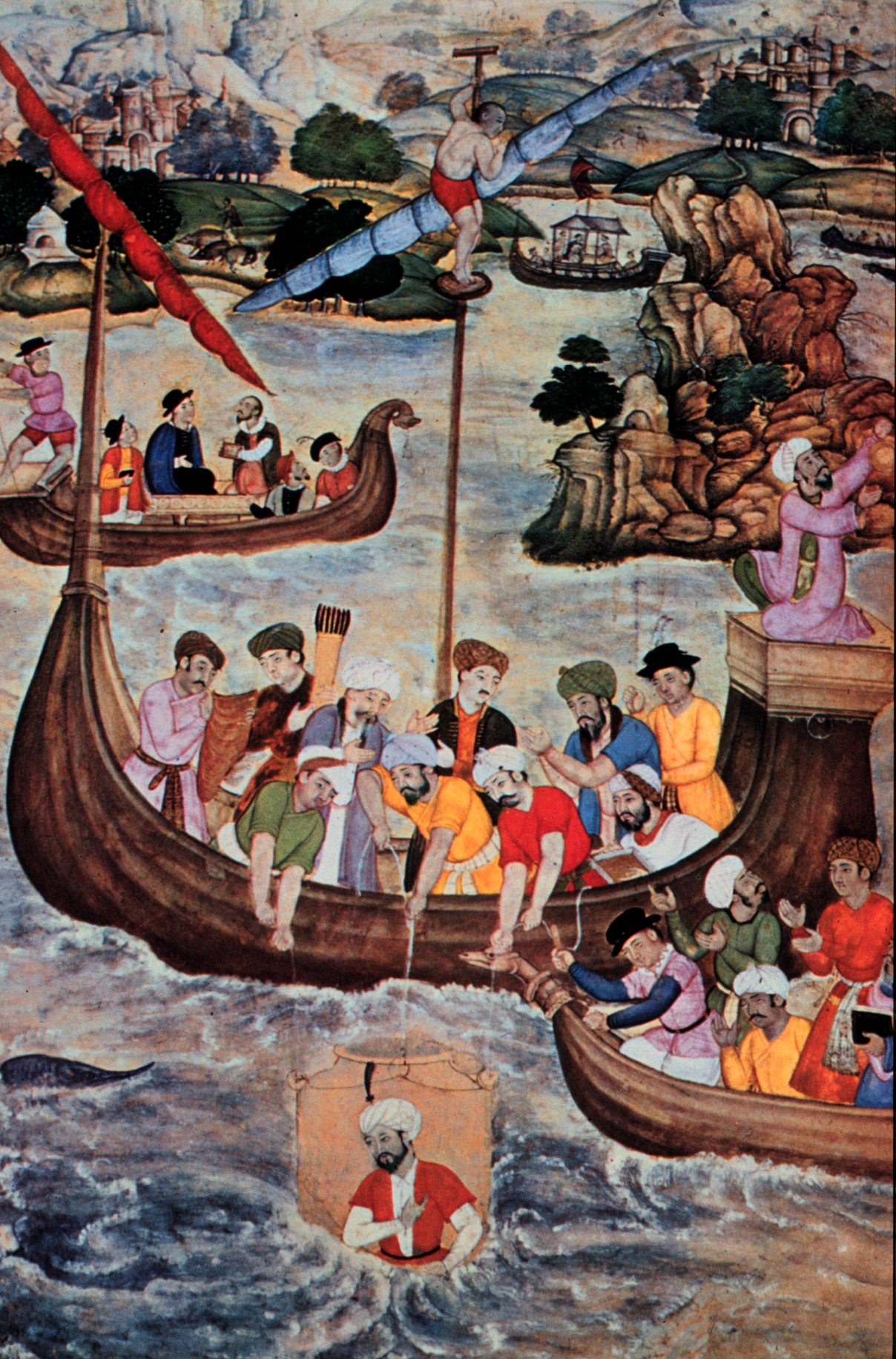
Der legendäre Tauchgang Alexander des Großen in einer Darstellung des 16. Jahrhunderts

- ca. 4500 v. Chr.: Apnoetaucher in Ostasien, Indien und am Arabischen Meer holen Perlen, Perlmutt, Schwämme und Korallen aus dem Meer.
- ab ca. 2500 v. Chr.: Griechische Apnoetaucher holen vor allem Schwämme in großen Mengen aus dem Mittelmeer.
- ca. 460 v. Chr.: Der Grieche Scyllias taucht im Mittelmeer nach versunkenen Schiffen, um Schätze zu bergen. Atemluft führt er angeblich in einem umgedrehten Kessel mit sich.
- ca. 450 v. Chr.: Die ersten Marinetaucher kommen in Griechenland zum Einsatz. Sie sollen unter Wasser feindliche Schiffe anbohren.
- ca. 350 v. Chr.: Aristoteles berichtet von Schwammtauchern, die Tauchglocken verwenden.
- ca. 340 v. Chr.: Angeblich macht Alexander der Große in jungen Jahren einen Tauchversuch im Mittelmeer.
- ca. 20 v. Chr.: Königin Cleopatra verdächtigt Marcus Antonius der Mogelei beim Angeln und lässt ihm von Tauchern bereits gesalzene Fische an die Angel hängen.
- ca. 60 n. Chr.: Plinius der Ältere berichtet in seinen Schriften über Kampftaucher, die er mit Schnorcheln ausstatten ließ.

## Tauchen im Mittelalter und in der Renaissance
- Um 1500 entwarf Leonardo da Vinci in Venedig einen Taucheranzug, der die Versenkung der türkischen Kriegsflotte ermöglichen sollte. Er sah einen schweinsledernen Anzug vor; die Kappe sollte mit zwei knapp handtellergroßen Glaslinsen versehen sein. Die Luftversorgung dachte sich da Vinci durch einen Blasebalg über zwei Schläuche. Im Rahmen einer Sendereihe der BBC über da Vincis Schaffen unternahm die Taucherin Jacquie Cozens im Jahre 2003 Tauchversuche in einem Nachbau. Cozens „überstand“ einige Zeit in Tiefen von ca. 2–3 Metern, ohne jedoch ernsthafte Arbeiten in dem Anzug ausführen zu können.
- 1538 wird in Toledo eine Taucherglocke vorgeführt. Das bereits aus der Antike bekannte, aber zwischenzeitlich in Vergessenheit geratene Prinzip wurde wiederentdeckt, konnte sich aber zunächst nicht recht durchsetzen.

## Tauchgänge im 18. und 19. Jahrhundert
- 1715: Der Brite John Lethbridge baut seine Tauchtonne (Diving engine).
- 1725: Einsatz der Tauchtonne von Lethbridge bei Bergearbeiten vor Portugal.
- 1797: Mit einem schlauchversorgten Helmtauchanzug des Deutschen Heinrich Klingert gelingt es, in ca. 6 m Tiefe in der Oder bei Breslau einen Baumstamm durchzusägen.
- 1800: Der Kapitän Peter Kreeft aus Barth führt einen funktionierenden Helmtauchanzug in der Ostsee vor.

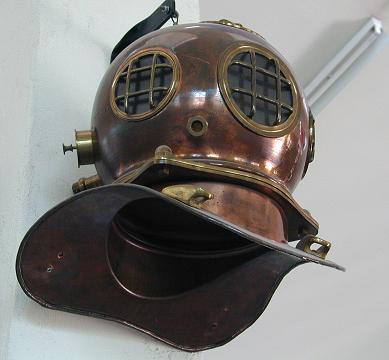
Historischer Taucherhelm

- 1819: Offener Helmtauchanzug durch Siebe. Die Luft entweicht unter der Jacke des Tauchers.
- 1829: Die Engländer Charles und John Deane of Whitstable erfinden (bzw. perfektionieren) das Helmtauchen mit externer Luftversorgung.
- 1838: Der nach England emigrierte deutsche Büchsenmacher August Siebe (Sachsen) entwickelt den Helmtauchanzug. Bis zur Entwicklung des „standard diving apparatus“ bestand die Gefahr, dass durch eine falsche Bewegung des Tauchers Wasser in den Helm eindrang und der Taucher im Helm ertrank. Der Anzug von Siebe wurde fest mit dem Helm verbunden, so dass ein Eindringen von Wasser verhindert wurde. Der Helmtaucher wird bis zur Erfindung des Atemregler die wesentliche praktisch genutzte Technik bleiben. Helmtaucher 1837

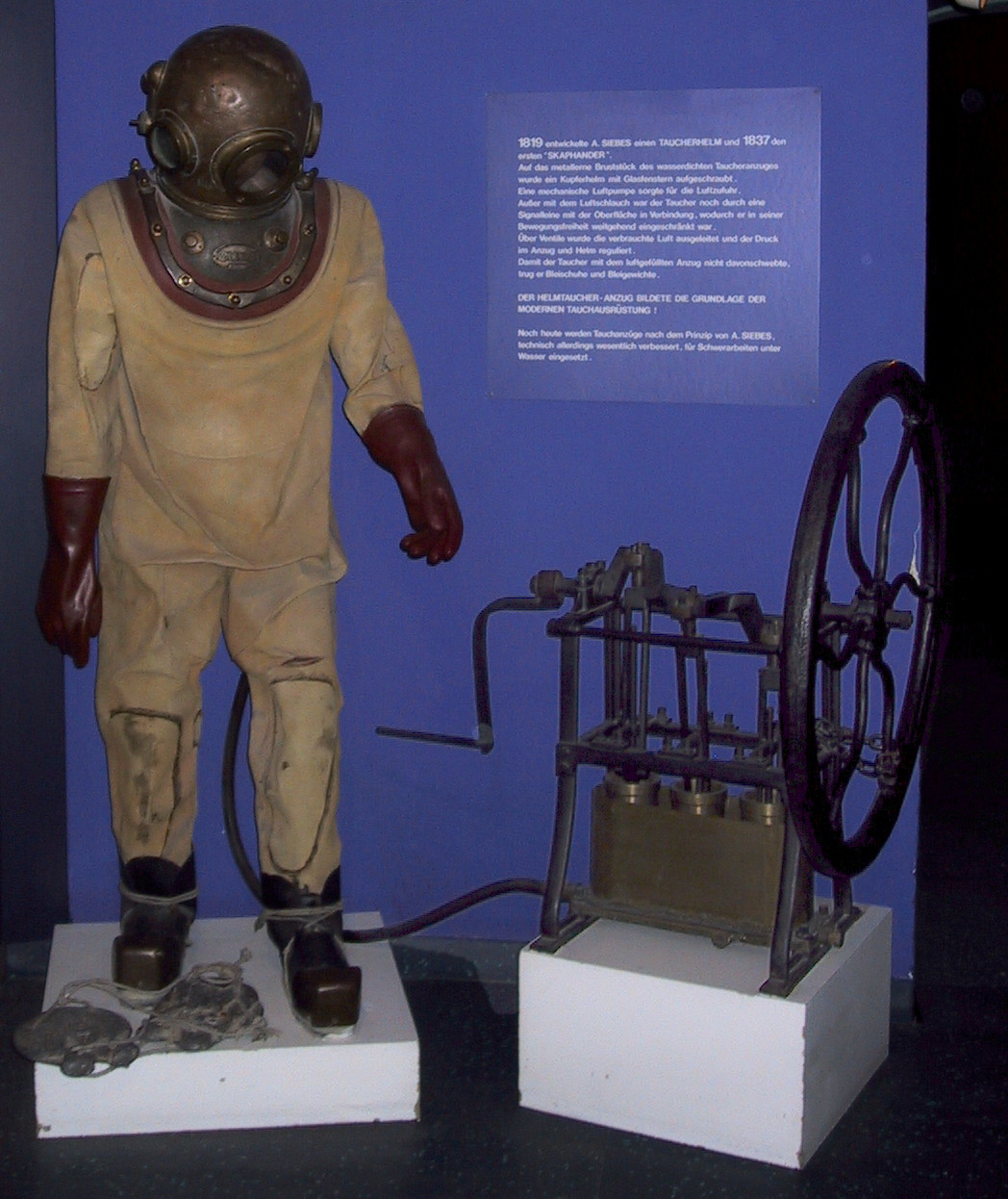
Helmtaucher 1837

- 1839–1845: Bergungsarbeiten am 1782 vor Spithead gesunkenen Schlachtschiff HMS Royal George. Entwicklung grundlegender Arbeitstechniken unter Wasser. Verwendung des geschlossenen Taucherhelmes von Siebe, Anwendung des Zwei-Mann-Prinzip.
- 1840–1900: Beginn der Caisson-Arbeiten, nach Unfällen entsprechende medizinische Beschreibung der Caisson-Krankheit.
- 1865: Die Franzosen Rouquayrol und  Denayrouze entwickeln den Vorläufer des Tauchgeräts mit Atemregler. Die Luftversorgung kommt entweder per Schlauch von der Oberfläche oder ist autonom, also ohne Schlauch möglich. Siehe: Rouquayrol-Denayrouze
- 1893: erste Unterwasserphotographie (Plattenkamera) durch den Franzosen Louis Boutan.

## Entwicklung des Tauchens im 20. Jahrhundert

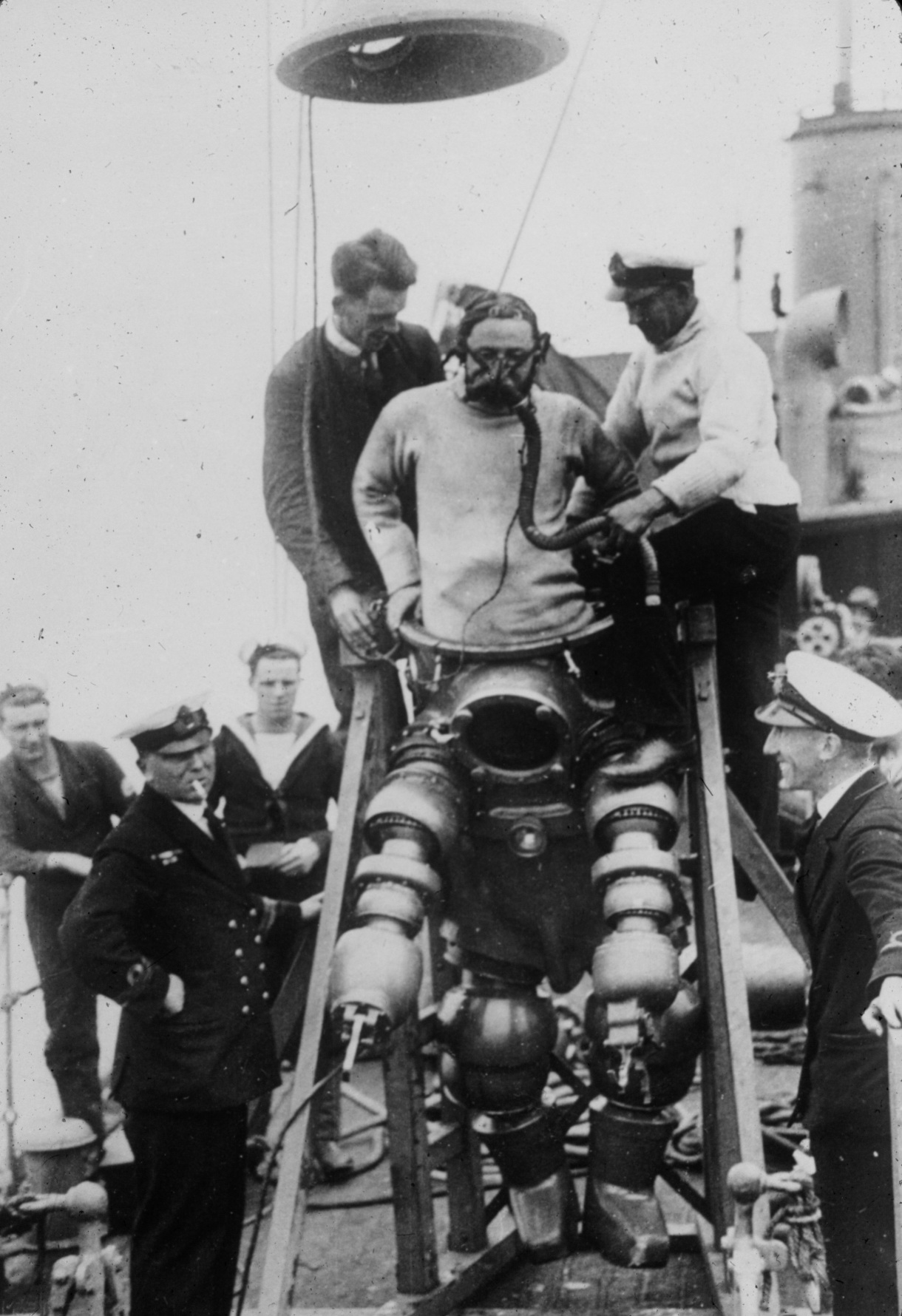
Tauchgang zum Wrack …

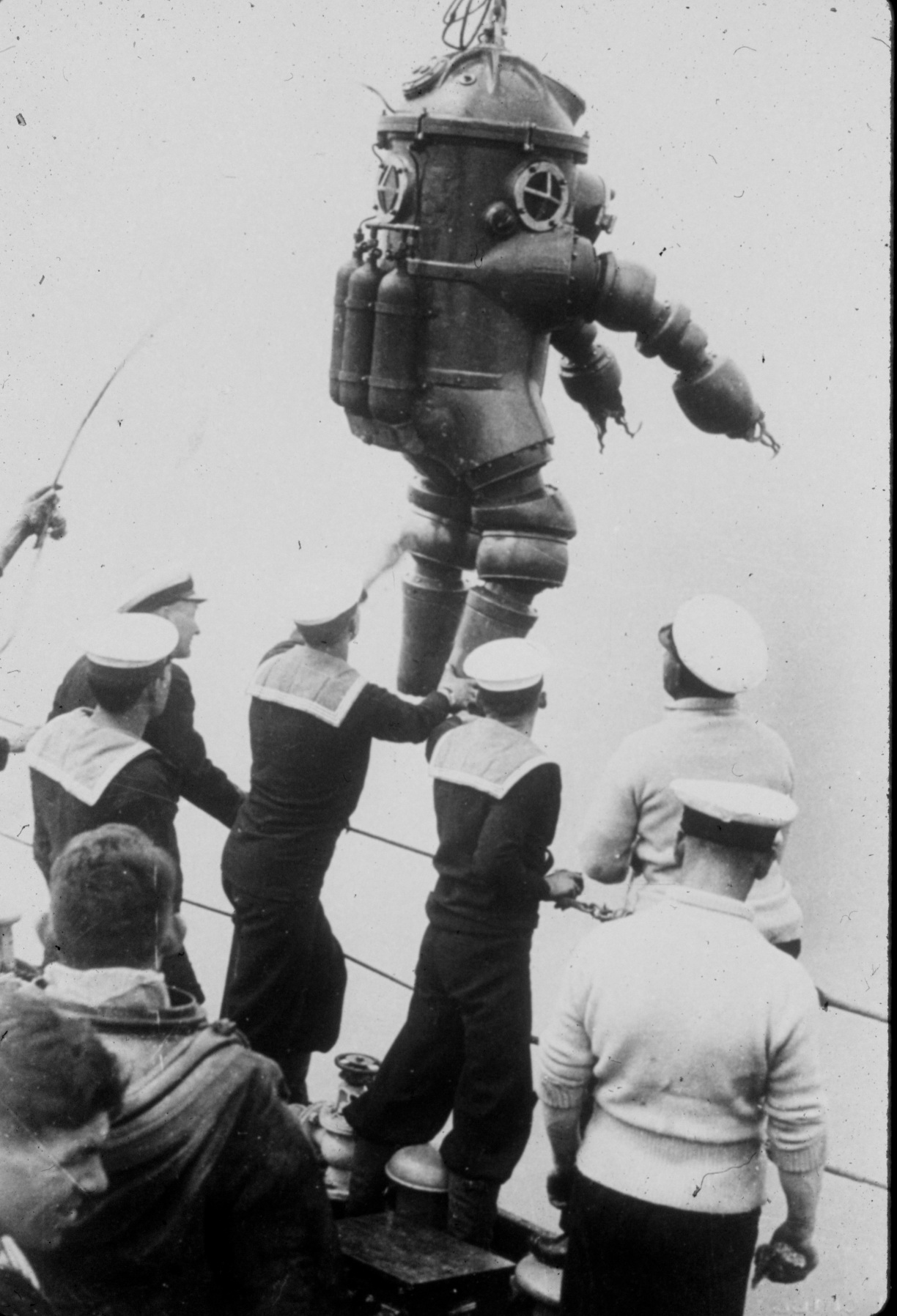
… der Lusitania, 1935

- 1906: Der britische Taucher William Walker beginnt mit Taucharbeiten unter dem Fundament der Winchester Cathedral zur Wiederherstellung der Standsicherheit des Gebäudes. Sein bahnbrechender Einsatz zieht sich bis 1911 hin.
- 1906–1908 Entwicklung und Veröffentlichung der ersten Dekompressionstabellen durch Sir John Haldane.
- 1911: Das deutsche Unternehmen Dräger entwickelt ein Helmtauchgerät mit schlauchloser Atemluftversorgung durch einen Rebreather, der bereits seit 1907 in einem Tauchretter für U-Boot-Besatzungen zum Einsatz gekommen war. Ab 1912 behauptet sich das schlauchlose Helmtauchgerät erfolgreich am Markt.
- 1917: Entwicklung des ersten praktikablen Panzertauchgeräts durch Neufeldt und Kuhnke.
- 1918: Japaner patentieren in Großbritannien ein System namens „Ohgushi's Peerless Respirator“, ein Set von Zylindern, die mit auf fast 200 Bar komprimierter Luft gefüllt sind und auf dem Rücken eines Helmtauchers getragen werden.
- 1919: Professor Elihu Thompson, ein Elektronik-Ingenieur und Erfinder schlägt Helium als geeignetes Gas für tiefe Tauchgänge vor, um Stickstoffnarkosen zu vermeiden.[1]
- 1925: Der Franzose Yves Le Prieur demonstriert das helmlose Tauchen mit einer Pressluftflasche. Die Luft strömt laufend in eine Vollmaske und muss tiefenabhängig manuell geregelt werden. Über einen Atemregler verfügt das Gerät nicht.
- 1926: Dräger bringt einen Bade-Tauchretter auf den Markt. Ein Rebreather versorgte den Träger für ca. eine Dreiviertelstunde mit Sauerstoff zur Suche und Bergung verunglückter Schwimmer.
- 1933: Der Franzose Louis Ce Corlieu entwickelt die ersten Flossen – er lässt sie zuerst in Frankreich, später auch in den USA patentieren. Vermarktung durch den Geschäftsmann Churchill. Ähnliche Konstruktionen bzw. weitere Entwicklungen, auch durch andere Personen, folgen.
- 1937: Mithilfe der Dekompressionsberechnungen von Edgar Ende erreichte der Taucher Max Eugene Nohl mit Unterstützung von Captain John Craig unter der Benutzung eines Atemgasgemisches aus 80 % Helium und 20 % Sauerstoff (Heliox) in der Nähe des Lake Michigan eine Weltrekord-Tiefe von 420 Fuß (128 m).[2][3]
- 1937 ff.: Der Biologe Hans Hass beginnt nach Erfahrungen als Freitaucher mit der Erforschung des Unterwasserlebens. Er benutzt ein umgebautes Dräger-Sauerstoffkreislaufgerät und setzt seine in Film- und Fernsehen bekanntgewordenen Arbeiten nach dem Krieg fort.
- 1937–1939: der Amerikaner Charles Swede Momsen beginnt die Erforschung der Atemgase und der beim Tauchen mit Pressluft auftretenden Stickstoffnarkose. Eine von ihm entwickelte Taucherglocke rettet 1939 33 Mann aus dem gesunkenen U-Boot Squalus. Tauchretter in der U-Boot-Ausbildung, Einsatz von Helium als Inertgas in Atemgasmischungen bei Helmtauchern.
- 1942–1943: Nachdem der verbrauchsgesteuerte Atemregler von Rouquayrol und Denayrouse (1864) in Vergessenheit geraten war, entwickeln Georges Commeinhes und Emile Gagnan auf Anregung von Jacques-Yves Cousteau die so genannte „Aqualung“, den ersten Atemregler. Der Atemregler wird zum Wegbereiter des heutigen Sporttauchens.
- 1939–1945: Im Zweiten Weltkrieg rettet der Tauchretter zahllosen U-Boot-Besatzungen aller Länder das Leben. Zugleich befindet sich dasselbe Atemgerät bei Froschmännern, Kampfschwimmern und den italienischen und britischen bemannten Torpedos im Kriegseinsatz.
- Januar 1943: Patenteintragung von „Aqualung“
- 1946: Cousteau's Aqualung wird am französischen Markt eingeführt. Markteinführung in anderen Ländern: 1950 in Großbritannien, 1951 in Kanada und 1952 in den USA
- August 1947: Der Franzose Dumas stellt einen neuen Unterwasserweltrekod auf: 307 Fuß Tiefe im Mittelmeer.
- 1949: Barakuda (heute International Aquanautic Club) wird von Hans-Joachim Bergann und Dr. Kurt Ristau in Deutschland gegründet.
- 1950: Frankreich hat bis dato 10 Stück der Aqualunge in die USA exportiert. Der dortige Händler erklärt Cousteau: „Der Markt ist gesättigt!“. Die Geschichte zeigt, dass dies ein Fehlurteil war.
- 1955: Entwicklung des zweistufigen Atemreglern durch Gautier und Bronnec.
- 1957: Cousteaus Weggefährte Phillipe Tailliez nutzt erstmals die Unterwasserphotographie zur Kartographierung und Aufklärung eines Wracks.
- 1959–1963: Einführung des Dekometers, einem weit verbreiteten mechanisch-pneumatischen Vorgänger des Tauchcomputers.
- 1961: Tauchgang von Hannes Keller und McLeish auf 230 Meter im Lago Maggiore. Durch optimierten Gasgemischwechsel bereits nach einer Stunde wieder an der Oberfläche.
- 1962: Nach Arbeiten an der Bühlmann-Deko-Tabelle Tauchgang des Schweizers Hannes Keller auf über 300 Meter. Wechsel der Atemgasgemische entsprechend der Sättigung bzw. Tiefe während des Tauchgangs. Tod von Peter Small und einem Sicherungstaucher durch Tauchunfall.
- 1962–1970: Die Unterwasserstationen des französischen Precontinent- und des amerikanischen Sealab-Programms dienen der Erforschung der Offshore-Tauchtechnik und des Sättigungstauchens.
- 1968: Entwicklung des ersten elektronisch mischenden Kreislaufatemgeräts ElectroLung. Todesfälle durch verbrauchten Atemkalk.
- 1969: Entwicklung des ersten voll funktionsfähigen und einsetzbaren Panzertauchgeräts JIM.
- 1971: Scubapro entwickelt das erste Stabilizing Jacket.
- 1974: die umstrittene Regisseurin Leni Riefenstahl täuscht einen Tauchlehrer, gibt (mit über siebzig Jahren) ein geringeres Alter an und lernt erfolgreich das Tauchen.
- 1992: Druckkammer-Tieftauchgang auf 701 Meter durch die französische Gesellschaft COMEX.

## Beginn des Tauchsports und Verbandsgründungen
- 1932 erscheint in der populärwissenschaftlichen US-Zeitschrift Everyday Science and Mechanics eine Anleitung zum Eigenbau eines schlauchversorgten Taucherhelms aus Blechkanistern für den privaten Gebrauch.
- 1930er: In Deutschland bildet sich der erste Zirkel, der mit selbstgebauten „Kanister-Taucherhelmen“ im Rhein taucht.
- 1949: Gründung des ersten deutschen Tauchsportverbandes „Barakuda“ (heute International Aquanautic Club).
- 1950er: Der Tauchsport geht immer mehr vom Freitauchen (Luftanhalten bzw. Apnoe) zum Gerätetauchen. Die ersten zivilen Tauchbasen eröffnen in den USA.
- 1952: Die International Diving Educators Association (IDEA) wird als ein Teil der FSDA (Florida Skin Diver Association) gegründet. Später wurde aus ihr die Florida Scuba Divers Association. Die FSDA war ein Zusammenschluss vieler stark aktiver Tauchclubs aus Florida und seit 1952 die Stimme der Taucher. IDEA ist heute stolz auf die Zusammenarbeit mit der FSDA in der Vergangenheit.
- 1953: Der BSAC (British Sub Aqua Club) wird von Oscar Gugen und Peter Small in London gegründet. Peter Small verstarb einige Jahre später bei einem Tieftauchversuch auf 1.000 Fuß.
- 1953: Erste Lehrgänge im Höhlentauchen durch die Florida Speleological Society.
- 1954: Am 1. April erscheint die erste Ausgabe der Zeitschrift „Delphin“, des ersten deutschen Magazins für Tauchsport. Der VDST (Verband deutscher Sporttaucher) wird am 17. Oktober als deutscher Dachverband für den Tauchsport gegründet.
- 1955: Der BSAC verzeichnet bereits 1.100 Mitglieder.
- 1955: Hans Hass prägt den Begriff Safari im Zusammenhang mit dem Tauchsport, als er zur Finanzierung seines Forschungsschiffs „Xarifa“ damit Tauchreisen im Roten Meer anbot.[4] Diese frühen Tauchsafaris läuteten den Beginn des Tauchtourismus ein.
- 1956: Die Universität von Kalifornien stellt den ersten Nasstauchanzug vor, der in späterer Folge von der Firma Edco in Massenproduktion gefertigt wird.
- 1956: Barakuda eröffnet die ersten Tauchschulen am Mittelmeer.
- 1958: Sherwood entwickelt den ersten kolbengesteuerten Regler.
- 1959: Der YMCA organisiert den ersten zivilen Kurs für das Gerätetauchen in den USA.
- 1959: Die Underwater Society of America wird gegründet.
- 1959: Am 9. Januar wird in Monaco von Delegierten der Bundesrepublik Deutschland, Belgiens, Brasiliens, Frankreichs, Griechenlands, Großbritanniens, Hollands, Italiens, Maltas, Monacos, Portugals, der Schweiz, der USA und Jugoslawiens nach einer vorherigen Tagung in Brüssel die CMAS (Confédération Mondiale des Activités Subaquatiques) als weltweiter Bund der Unterwasseraktivitäten gegründet.
- 1960: Die NAUI (National Association of Underwater Instructors) wird von Al Tillman, Neal Hess, Garry Howland und John Jones in den USA gegründet.
- 1960: John Gaffney gründet in den USA die NASDS (National Association of Scuba Diving Schools).
- 1963: Dick Bonin und Gustav dalla Valle gründen Scubapro.
- 1966: PADI (Professional Association of Diving Instructors) wird in den USA gegründet.
- 1967: Der TSVÖ (Tauchsportverband Österreichs) wird in Pörtschach/Kärnten gegründet. Im Gründungsjahr sind neun Vereine mit 500 Mitgliedern vertreten.
- 1967: PADI (Professional Association of Diving Instructors) bildet im ersten Jahr des Bestehens 3.226 Taucher aus.
- 1968: Die NACD (National Association For Cave Diving) wird als erste Höhlentaucherorganisation in Florida gegründet.
- 1970: Scuba Schools International (SSI) wird in den USA von Bob Clark gegründet. Bob Clark war zuvor Instructor/Trainer bei YMCA, bevor er 1966 zur NASDS wechselte.
- 1979: IDEA wird ein eigener Tauchverband und tritt 1980 erstmals bei der Diving Equipment Manufacturers Association (DEMA) als deren Mitglied international in Erscheinung.
- 1980: Divers Alert Network (DAN) wird an der Duke University in North Carolina/USA gegründet.
- 1983: SSI macht seine erste Niederlassung außerhalb der USA auf (Südostasien), was den Beginn der weltweiten Verbreitung von SSI auslöst.
- 1983: Gründung des Höhlentaucherverbandes NSS-CDS (National Speleological Society-Cave Diving Section) in Florida.
- 1985: Der Fachverband staatlich geprüfter Tauchsportlehrer e. V. (FST) wird gegründet. Diese Organisation entsteht durch den Zusammenschluss der durch die UWL (Unterwasserlehranstalt) in Buchholz staatlich geprüften Tauchsportlehrer.
- 1986: Der United States RSTC wird gegründet. Die Mehrheit der US-amerikanischen Tauchverbände (IDEA, NASDS, PADI, PDIC und SSI) beschließt die Gründung einer „not for profit“-Agentur – bekannt als der Recreational Scuba Training Council (RSTC). RSTC-Mitglieder bilden weltweit mehr als 85 % aller Taucher aus.
- 1988: ANDI (American Nitrox Divers International) wird in den USA gegründet.
- 1990er: Ungefähr 500.000 Gerätetaucher werden pro Jahr allein in den USA ausgebildet.
- 1994: Technical Diving International (TDI) wird gegründet
- 1999: SSI verbindet sich mit der NASDS (USA)
- 1999: Der World Recreational Scuba Training Council (WRSTC) wird zur Koordinierung vieler Sporttauchverbände weltweit und Scuba Diving International (SDI) als Tochter von TDI gegründet.

## Entwicklung des Tauchsports im 21. Jahrhundert
- 2000: CMAS zertifiziert weltweit rund 200.000 Taucher pro Jahr und hat weltweit rund 3.000.000 Mitglieder.
- 2000: PADI zertifiziert weltweit rund 950.000 Taucher pro Jahr. 100.000 professionelle Mitglieder und 4.300 Tauchbasen in 175 Ländern bilden nach PADI-Richtlinien aus.
- 2000: Barakuda  (heute IAC) gehören weltweit rund 1.000 Tauchlehrer und 140 Tauchbasen an.
- 2000: SSI bietet Ausbildungen in rund 2.000 Tauchschulen weltweit in rund 80 Ländern an.
- 2000: BSAC hat weltweit rund 45.000 Mitglieder.
- 2001: Die deutschen Tauchsportverbände VDST, Barakuda (IAC), IDA, VETL, VEST, VIT, UDI und FST gründen gemeinsam die CMAS Germany, in der nunmehr rund 6.000 Tauchlehrer vertreten sind
- 2002: Im TSVÖ sind rund 100 Vereine mit rund 6.000 Mitgliedern vertreten.
- 2002: In den USA besitzen 8,5 Millionen Menschen einen gültigen Tauchschein, unabhängig bei welcher Organisation sie diesen gemacht haben.
- 2010: PADI nennt 5.800 Tauchbasen und -resorts;[5]  die IAC zählt etwa 2.760 Tauchlehrer und 120 Tauchbasen weltweit.[6]
- 2013: Es wurden weltweit etwa 1,7 Millionen Menschen als Gerätetaucher ausgebildet.[7]